# Milada Frantová

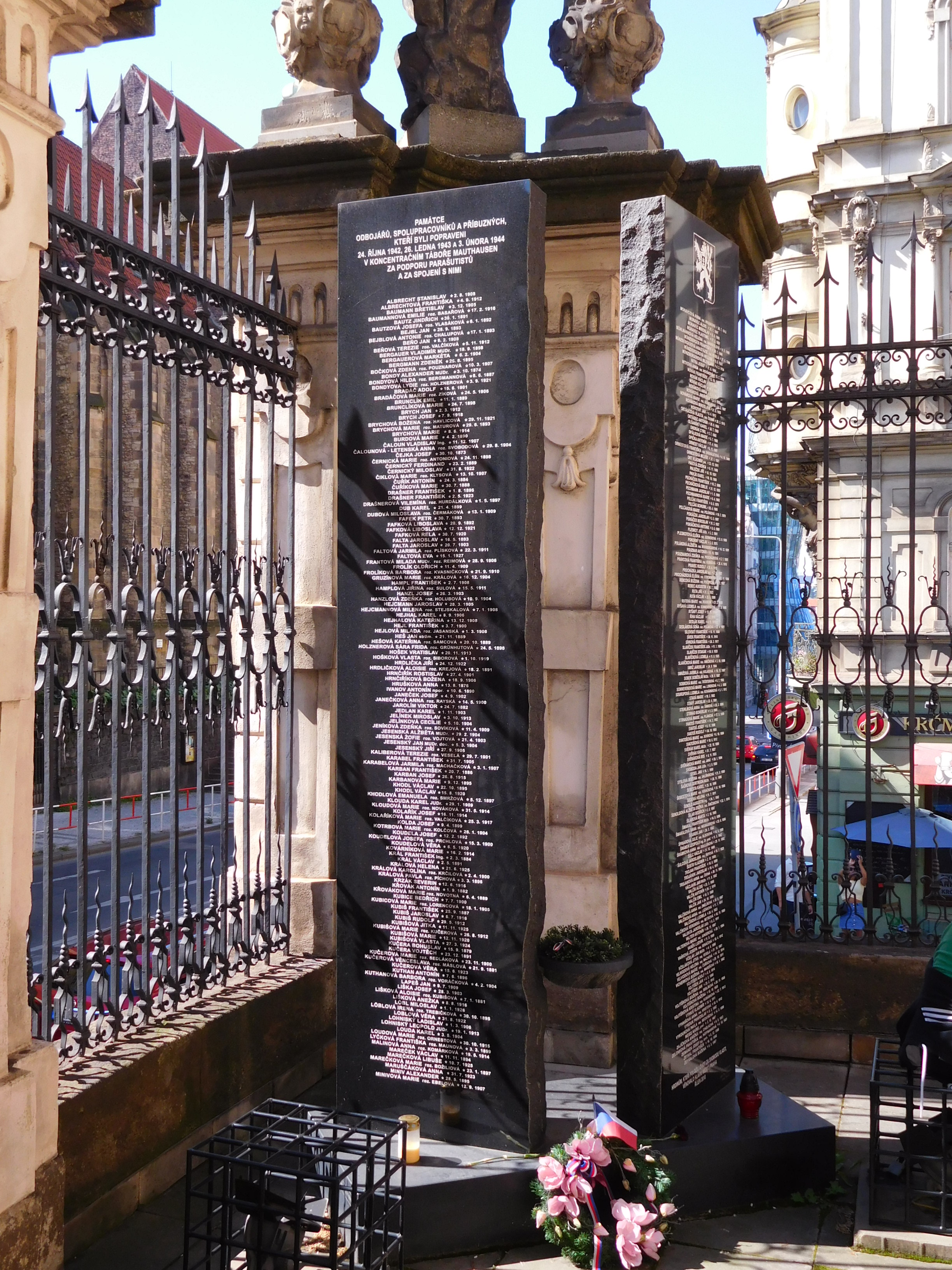
Pomník odbojářům popraveným a umučeným v souvislostí s operací Anthropoid (Resslova ulice)

Milada Frantová (rozená Reimová, 28. září 1906 Mezilesí – 24. října 1942 Koncentrační tábor Mauthausen) byla pražská odborná oční lékařka, česká odbojářka z období druhé světové války a spolupracovnice výsadku Anthropoid popravená nacisty.

## Život
Milada Frantová se narodila 28. září 1906 v Mezilesí v Německém císařství (dnes Polské Slezsko). Vystudovala oční lékařství na Lékařské fakultě Masarykovy univerzity v Brně. V prosinci 1934 se vdala rovněž za očního lékaře Jiřího Frantu a zpočátku společně působili v Opavě, později krátce v Olomouci. Poté co Jiří Franta nastoupil do nemocnice v Hradci Králové otevřela si Milada Frantová soukromou oční ordinaci na malostranském Újezdě. Společně se manželé Frantovi zapojili do protinacistického odboje v rámci Petičního výboru Věrni zůstaneme. MUDr. Jiří Franta byl čelným představitelem výboru ve východních Čechách a zatčen gestapem byl již v říjnu 1941. Milada Frantová na žádost Soběslava Sobka a Jana Sonnevenda ošetřila poraněné oko jednomu z atentátníků na Reinharda Heydricha Janu Kubišovi a následně ho docházela kontrolovat i do krypty chrámu svatého Cyrila a Metoděje na pražském Novém Městě, kde se spolu s dalšími po atentátu ukrýval. Stejně jako mnohým dalším se jí stala osudnou zrada Karla Čurdy, po které následovala vlna zatýkání. Milada Frantová byla zatčena v červnu 1942, vězněna v Praze a v Terezíně. Dne 29. září 1942 byla stanným soudem odsouzena k trestu smrti, dne 23. října 1942 převezeni do koncentračního tábora Mauthausen a o den později zastřelena společně s dalšími spolupracovníky a rodinnými příslušníky atentátníků při fingované zdravotní prohlídce. Milada Frantová byla ten den popravena jako první ze skupiny 262 lidí. Její manžel MUDr. Jiří Franta zemřel 2. února 1945 (na následky útrap v nacistických káznicích) ve věznici Brandenburg-Görden.

## Připomínka
Její jméno (Frantová Milada MUDr. roz. Reimová *28.9.1906) je uvedeno na pomníku při pravoslavném chrámu svatého Cyrila a Metoděje (adresa: Praha 2, Resslova 9a). Pomník byl odhalen 26. ledna 2011 a je součástí Národního památníku obětí heydrichiády.